# ارتش خلق چکسلواکی
ارتش خلق چکسلواکی (به چکی: Československá lidová armáda، به اسلواکی: Československá ľudová armáda، به اختصار: ČSLA) نام رسمی نیروهای مسلح جمهوری سوسیالیستی چکسلواکی از سال ۱۹۵۴ تا ۱۹۹۰ بود. این ارتش یکی از ارکان اصلی پیمان ورشو و یکی از مجهزترین و آماده‌ترین ارتش‌های بلوک شرق محسوب می‌شد. با وجود وابستگی شدید به تجهیزات و دکترین نظامی شوروی، چکسلواکی دارای صنعت دفاعی بسیار پیشرفته‌ای بود و بخش قابل توجهی از تسلیحات خود را در داخل تولید می‌کرد.

## تاریخچه

### شکل‌گیری و دوران استالینیستی
پس از کودتای ۱۹۴۸ و روی کار آمدن حزب کمونیست چکسلواکی، ارتش این کشور به سرعت تحت نفوذ و بازسازی مدل شوروی قرار گرفت. افسران غیرکمونیست پاکسازی شدند و ساختار ارتش بر اساس دکترین نظامی شوروی تغییر یافت. در ۱ ژوئن ۱۹۵۴، نام ارتش رسماً به «ارتش خلق چکسلواکی» تغییر کرد تا ماهیت ایدئولوژیک جدید آن را منعکس کند. در سال ۱۹۵۵، چکسلواکی به یکی از اعضای بنیان‌گذار پیمان ورشو تبدیل شد و ارتش آن به عنوان یکی از نیروهای خط مقدم این پیمان در برابر ناتو در آلمان غربی ایفای نقش می‌کرد.

### بهار پراگ و اشغال
در سال ۱۹۶۸، در جریان اصلاحات موسوم به بهار پراگ به رهبری الکساندر دوبچک، ارتش خلق چکسلواکی نیز تحت تأثیر قرار گرفت و نشانه‌هایی از استقلال از دکترین خشک شوروی در آن دیده شد. این تحولات باعث نگرانی شدید مسکو و دیگر اعضای محافظه‌کار پیمان ورشو شد.
در شب ۲۰–۲۱ اوت ۱۹۶۸، نیروهای پیمان ورشو (به جز رومانی و آلبانی) به چکسلواکی حمله کردند. برخلاف انتظار، به دستور رهبری سیاسی کشور، ارتش خلق چکسلواکی هیچ‌گونه مقاومتی در برابر تهاجم نشان نداد و به پادگان‌های خود محدود ماند تا از خونریزی گسترده جلوگیری شود. این عدم مقاومت، اگرچه کشور را از یک جنگ ویرانگر نجات داد، اما باعث تحقیر و تضعیف روحیه در میان نیروهای مسلح شد.

### دوره عادی‌سازی و فروپاشی
پس از اشغال، ارتش خلق چکسلواکی بار دیگر تحت پاکسازی گسترده قرار گرفت و بیش از ۱۱٬۰۰۰ افسر به دلیل گرایش‌های اصلاح‌طلبانه اخراج شدند. در دوران «عادی‌سازی» (دهه‌های ۱۹۷۰ و ۱۹۸۰)، ارتش کاملاً تحت کنترل شوروی قرار گرفت و به یکی از ستون‌های اصلی رژیم کمونیستی تبدیل شد.
با آغاز انقلاب مخملی در نوامبر ۱۹۸۹، رهبری ارتش در ابتدا برای سرکوب معترضان تحت فشار قرار گرفت، اما در نهایت وزیر دفاع وقت، میروسلاو واچک، اعلام کرد که ارتش در بحران سیاسی دخالت نخواهد کرد. این تصمیم نقش مهمی در انتقال مسالمت‌آمیز قدرت داشت.

## انحلال
پس از فروپاشی رژیم کمونیستی، در ۱۴ مارس ۱۹۹۰، پسوند «خلق» از نام ارتش حذف شد و به «ارتش چکسلواکی» تغییر نام داد. با انحلال چکسلواکی در ۳۱ دسامبر ۱۹۹۲، این ارتش نیز به دو نیروی مسلح مستقل تقسیم شد: ارتش جمهوری چک و نیروهای مسلح اسلواکی.

## ساختار و سازمان
ارتش خلق چکسلواکی تحت فرماندهی وزارت دفاع ملی و ستاد کل در پراگ قرار داشت. از نظر عملیاتی، این ارتش به دو منطقه نظامی اصلی تقسیم می‌شد:
- منطقه نظامی غرب: با مرکزیت در تابور، مسئول اصلی مقابله با نیروهای ناتو در آلمان غربی بود و بخش عمده‌ای از نیروهای زرهی و مکانیزه را در خود جای می‌داد.
- منطقه نظامی شرق: با مرکزیت در ترنچین، نقش پشتیبانی و دفاع از خاک اسلواکی را بر عهده داشت.

شاخه‌های اصلی ارتش عبارت بودند از:
- نیروی زمینی: ستون فقرات ارتش، شامل لشکرهای تانک، لشکرهای تفنگ موتوریزه و واحدهای توپخانه و مهندسی.
- نیروی هوایی: مجهز به هواپیماهای جنگنده، بمب‌افکن و ترابری ساخت شوروی و چکسلواکی.
- نیروهای پدافند هوایی: مسئولیت دفاع از حریم هوایی کشور با استفاده از سامانه‌های موشکی زمین‌به‌هوا و رادارها.

## تجهیزات
اگرچه ارتش خلق چکسلواکی بخش بزرگی از تجهیزات سنگین خود مانند تانک‌ها (سری تی-۵۴/۵۵ و تی-۷۲) و هواپیماهای جنگی (سری میگ و سوخو) را از اتحاد جماهیر شوروی دریافت می‌کرد، اما دارای یک صنعت دفاعی بسیار توانمند و مستقل بود. محصولات دفاعی ساخت چکسلواکی نه تنها در داخل ارتش استفاده می‌شد، بلکه به طور گسترده به دیگر کشورهای جهان نیز صادر می‌شد.
برخی از تولیدات مشهور عبارتند از:
- هواپیمای آموزشی-جنگی آئرو ال-۳۹ آلباتروس که به پراستفاده‌ترین جت آموزشی در جهان تبدیل شد.
- تفنگ تهاجمی اس‌آ ووزور ۵۸ که با وجود شباهت ظاهری به کلاشنیکف، دارای طراحی کاملاً متفاوتی بود.
- کامیون‌های نظامی سنگین تاترا که به دلیل قابلیت‌های بالای آفرود شهرت جهانی داشتند.
- تپانچه سی‌زد ۷۵ که یکی از موفق‌ترین طراحی‌های تپانچه در قرن بیستم بود.